# Ágrip af Nóregskonungasögum

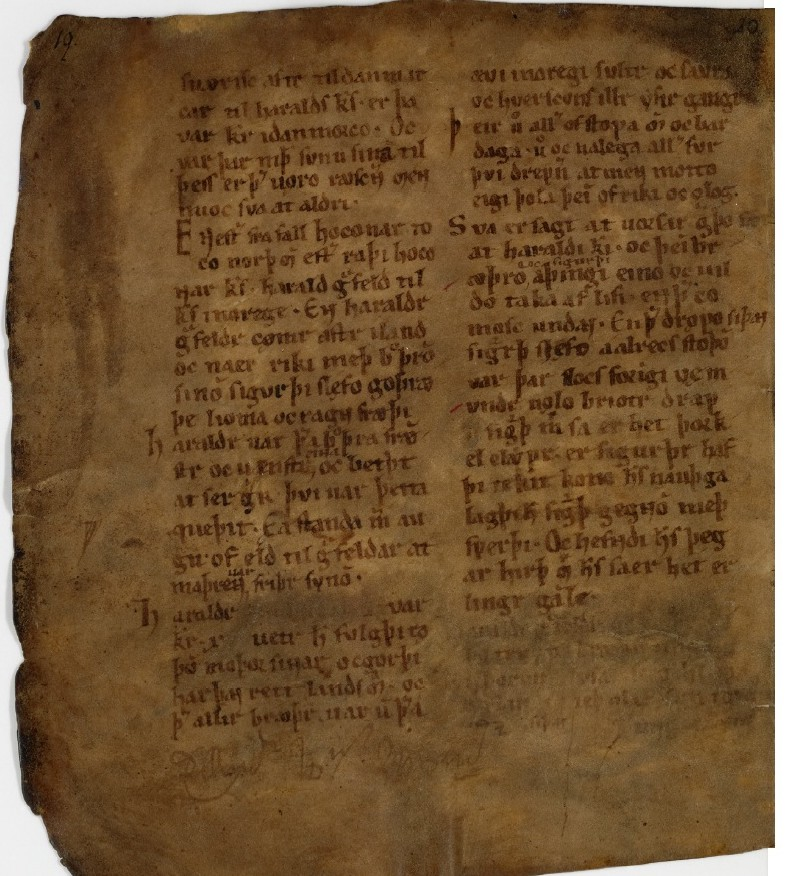
Ágrip af Nóresgkonungasögum

L'Ágrip af Nóregskonungasögum, ou plus communément Ágrip, est une œuvre littéraire médiévale, écrite en vieux norrois. Elle fait partie des sagas royales. 
Elle fut composée aux alentours de 1190 par un auteur norvégien inconnu. Le seul exemplaire qui nous en soit parvenu est un manuscrit islandais de la première moitié du XIIIe siècle, consistant en quatre volumes de parchemin, un cinquième ayant été perdu. La première feuille est également manquante, ce qui ne permet pas de connaître le titre de l'œuvre, ni même de savoir si elle en avait un. Son nom actuel signifie littéralement « synoptique des sagas des rois de Norvège » et fut utilisé pour la première fois dans une édition de 1835.
Elle contient un récit de l'histoire des rois de Norvège du IXe siècle au XIIe siècle, depuis Halfdan III de Vestfold jusqu'à Inge Ier de Norvège, mais l'original devait couvrir une plus longue période, probablement jusqu'au règne de Sverre de Norvège. 
La narration est concise et bien moins détaillée que dans d'autres sagas royales plus tardives, comme la Fagrskinna et la Heimskringla. Elle s'attarde notamment sur les descriptions d'évènements ayant eu lieu dans la région du Trøndelag et dans la ville de Nidaros (aujourd'hui Trondheim).